# Thalerastria atribasalis
Thalerastria atribasalis är en fjärilsart som beskrevs av George Francis Hampson 1896. Thalerastria atribasalis ingår i släktet Thalerastria och familjen nattflyn. Inga underarter finns listade i Catalogue of Life.